# Julie Coleby
Julie Coleby (geb. Van Cuylenburg, in erster Ehe Barleycorn; * 5. November 1955) ist eine ehemalige britische Marathonläuferin.
1981 wurde sie Achte beim London-Marathon und englische Meisterin im Straßenlauf über 10 Meilen. 1983 gewann sie den Great North Run, und 1984 wurde sie Siebte in London und Vierte beim Tokyo International Women’s Marathon.
1995 kam sie in London auf den 17. Platz und wurde, nun in der Altersklasse W40 startend, Vierte beim California International Marathon.
2010 war sie Jugendtrainerin beim Verein Durham City Harriers.

## Persönliche Bestzeiten
- Halbmarathon: 1:13:06 h, 8. April 1984, Stafford
- 25-km-Straßenlauf: 1:29:44 h, 14. November 1982, Twickenham
- Marathon: 2:35:53 h, 13. Mai 1984, London